# Synagoge Embken

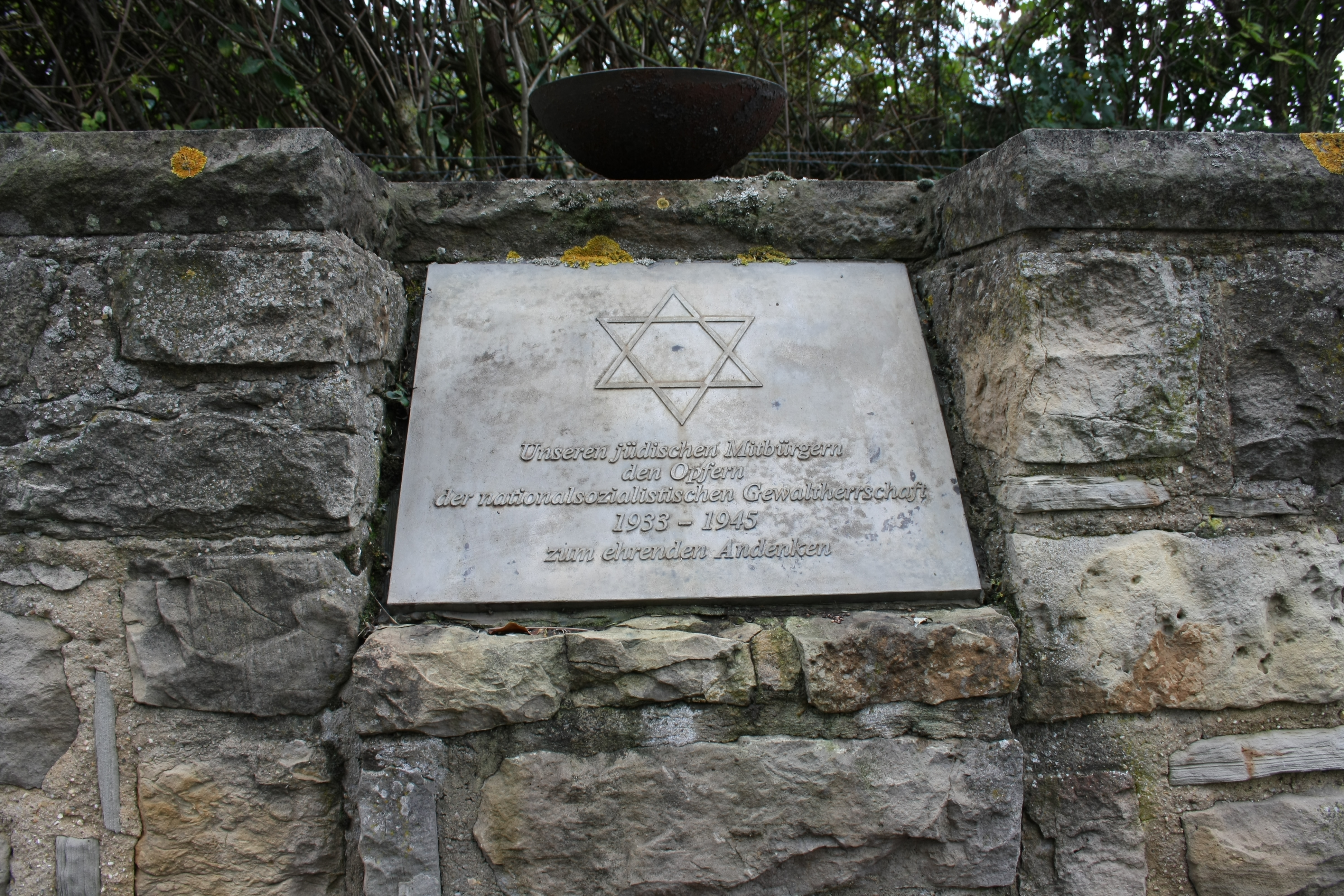
Gedenktafel am Dorfplatz in Embken

Die Synagoge Embken stand in Nideggener Stadtteil Embken im Kreis Düren in Nordrhein-Westfalen.
Zur damaligen Synagogengemeinde, die seit über 600 Jahren bestand, gehörten auch die Juden aus Wollersheim und Berg. Der Bevölkerungsanteil der jüdischen Mitbürger in Embken lag um 1900 bei 7,5 %.
Das Fachwerkgebäude wurde wahrscheinlich 1869 erbaut. Es stand auf dem Flurstück Im Kirschgarten in der Neffeltalstraße. Fotos und Pläne existieren nicht mehr.
Das Gebäude hatte keinen Keller. Die Mauern im Erdgeschoss bestanden aus Bruchsteinen, darüber aus Fachwerk. Die Gebäudehöhe bis zur Traufe betrug etwa 5–6 m. Neben der Synagoge wohnte der Hausmeister. Das Haus gehörte ebenfalls der jüdischen Gemeinde.
Während der Novemberpogrome am 10. November 1938 (von den Nationalsozialisten als Reichskristallnacht bezeichnet) wurde die Synagoge in Brand gesteckt und das Inventar wurde zerstört. Im Hof wurden die Gewänder und die Gebetsrolle verbrannt. Dazu wurde sogar als Brandbeschleuniger Stroh aus einem benachbarten Stall geholt. Das Löschen des Brandes war nicht erlaubt.
An die jüdische Gemeinde und die Opfer der NS-Herrschaft – mindestens 13 Embkener Juden sollen dem Holocaust zum Opfer gefallen sein – erinnert seit Mitte der 1980er-Jahre eine metallene Gedenktafel am Rande des Dorfplatzes. Am 10. November 2015 wurde eine Gedenktafel am ehemaligen Synagogenstandort enthüllt, die von den Eheleuten Brandenburg gestiftet worden war.